# Zjablikovo
Il quartiere Zjablikovo (in russo Район Зябликово?) è un quartiere di Mosca sito nel Distretto Meridionale.
Prende il nome dall'omonimo abitato di Zjablikovo, che però sorgeva dove oggi si trova il vicino quartiere di Orechovo-Borisovo Južnoe. Il rinvenimento nella zona di tumuli funerari fa pensare che la zona fosse già abitata nel XII secolo.
Viene definito con la riforma amministrativa del 1991.